# アラ・サラー
アラ・サラー（Alaa Salah）は、スーダンの活動家、コミュニティリーダーである。また、MANSAMのメンバーであり、NGOの代表者でもある。

## 概要
2019年までアフリカ北東部のスーダンではオマル・ハッサン・アハメド・バシル大統領（当時）によって30年間もの独裁体制が続いていた。その中、2019年4月に当時22歳の大学生であったアラ・サラーが、スーダンの伝統的な白い衣装「トーブ」と黄金の月のイヤリングに身を包み、スーダンの首都・ハルツームで車の上に立ってバシル政権への抗議の言葉を叫ぶ姿が反政府デモの象徴になった。片腕を空に突き上げ、大勢のデモ参加者らと共に歌い歓声を上げる様子を捉えた写真は、インターネット上で広く拡散され、ツイッターではモーメントに選ばれるほどとなった。そのことからヌビアの女王という意味の「カンダカ（Kandaka）」の愛称で呼ばれるようになったサラーさんは、バシル政権下で抑圧されてきたスーダン女性たちの権利運動の代弁者となった。その後バシル大統領は軍事クーデターを起こした軍部に2019年4月11日にに拘束され、辞任した。しかし、その6ヶ月後にサラーは、民主的な政府を構成する上で女性が排斥されていると訴え、新政府での平等な代表権の獲得のために、国際連合に対して国際的な支援をするように申し入れている。また、2019年10月に国際連合に「女性たちの代表」として招かれ、演説を行い、「30年にわたって、女性の権利は規制されてきました。もし、和平交渉の場に私たち女性がいなければ、女性の権利は保障されないでしょう」などと述べ、民主化においては女性が主体的に関わることが大切だと訴えた。2020年にはノーベル平和賞が有力視されていたものの、受賞は果たせなかった。